# Vânătoarea de crabi
Vânătoarea de crabi (titlul original: în japoneză 蟹工船, transliterat: Kanikōsen) este un film dramatic japonez, realizat în 1953 de regizorul Sō Yamamura, 
după romanul omonim al scriitorului Takiji Kobayashi, protagoniști fiind actorii Sō Yamamura, Masayuki Mori, Sumiko Hidaka și Akitake Kôno. 

## Distribuție
- Sō Yamamura –	Matsuki
- Masayuki Mori – doctorița
- Sumiko Hidaka – prostituata
- Akitake Kôno – Shibaura
- Sanae Nakahara – Natsu
- Tokue Hanasawa – Kinoshita
- Hiroshi Hayashi – executantul
- Mikizo Hirata – maistrul
- Heikuro Imanari – Tatsu
- Fusatarô Ishijima – Wada
- Keiji Itami – Kuroiwa
- Rosak Kawarazaki – un băiat
- Kô Mihashi – Asakawa
- Yasushi Mizura – un tânăr
- Shin Morikawa – Kurasa
- Hiroshi Ogasawara – căpitanul navei
- Shôjirô Ogasawara – Taiwan Tanabe
- Masanori Takeda – un agent
- Akira Tani – Suda
- Harue Wakahara – dansatoarea
- Minosuke Yamada – căpitanul
- Shisuye Yamagishi – mama

## Premii și nominalizări
- 1954 Premiile cinematografice Mainichi – Premiu pentru cea mai bună imagine lui Yoshio Miyajima